# 앙토니 마모

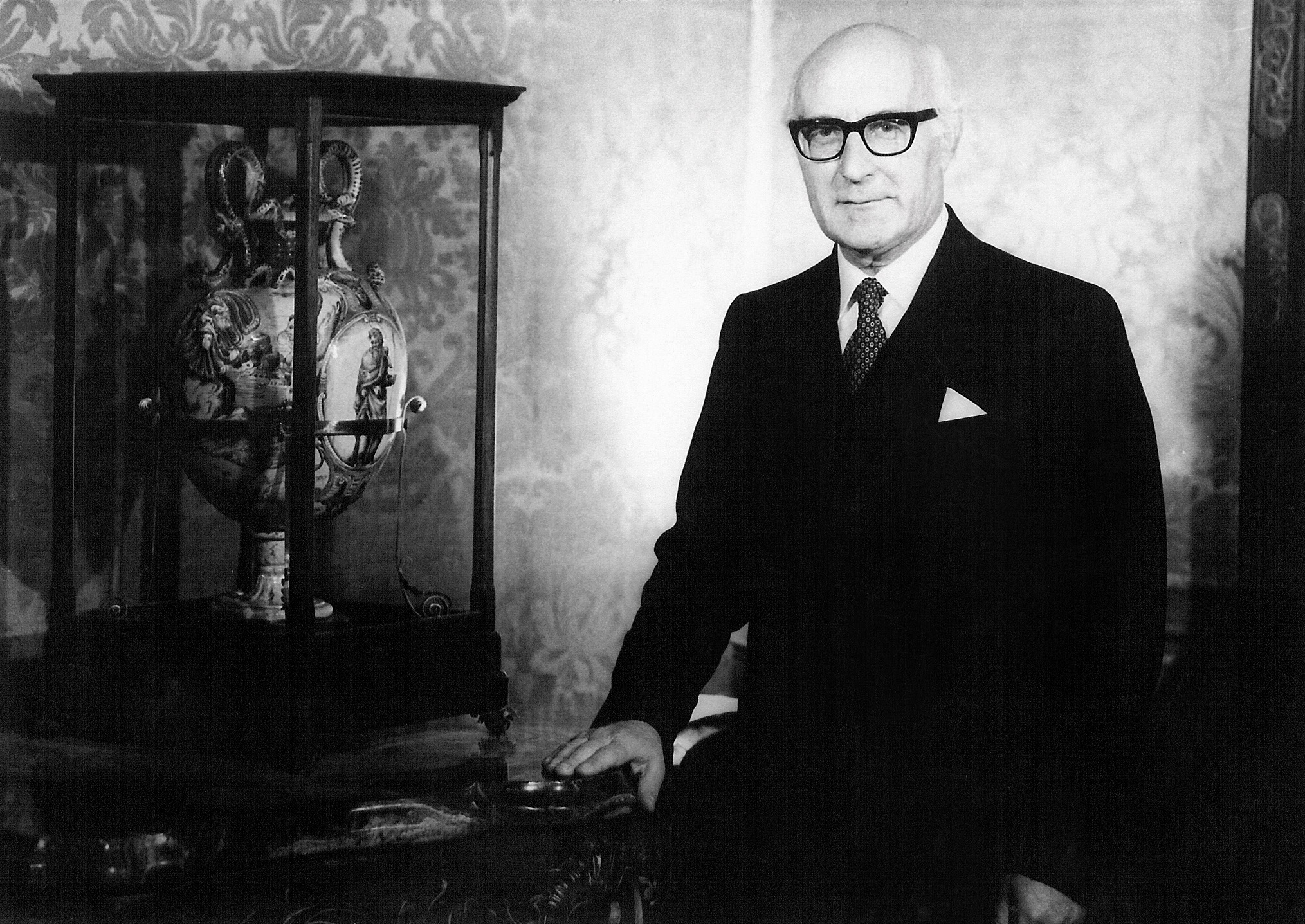
앙토니 마모

앙토니 마모(Anthony Mamo, 1909년 1월 9일 ~ 2008년 5월 1일)는 몰타의 정치인으로, 1974년부터 1976년까지 몰타의 1대 대통령을 역임했다.
2008년 5월 1일, Casa Arkati Home for Elderly에서 99세 나이로 사망했다.